# 行相
行相，又譯為行、相、取相、相貌，佛教術語，三轉十二行或四諦十六行相都使用這個名詞。

## 字義
梵語：的字面意義為外形、表情、姿勢等，可以用來指事物的外顯形狀、形態，也可以用來指心識對於外界的取境而產生的影像。

## 影像
後世有重要含義“影像”，據說為說一切有部提出，瑜伽行唯識學派的“所緣緣”理論或與之有淵源關係。普光《俱舍論記》記載：
|  | 言行相者，謂心、心所，其體清淨，但對前境，不由作意，法爾任運，影像顯現，如清池明鏡，眾像皆現。……故《入阿毘達磨》第二云：『如眼識等依眼等生，帶色等義影像而現，能了自境。』……謂彼心等對境之時，有影像現，據此義，邊名為能緣，境名所緣。以心、心所緣境之時，非如燈焰舒光至境，亦非如鉗押取彼物，據影現義，名能、所緣。……若依正量部：心、心所法，亦直緣前境，無別行相現心等上。不同說一切有部，不變相分，復不同大乘。 |

## 分類

### 十六行相
部派佛教《阿毘達磨·集異門足論》（集異門論）提出，四諦中各具備四種行相，稱為四諦十六行相，即：
- 苦諦四相：非常，苦，空，非我；
- 集諦四相：因，集，生，緣；
- 滅諦四相：滅，靜，妙，離；
- 道諦四相：道，如，行，出。

### 三轉十二行相
依據說一切有部所誦《轉法輪經》，以眼、智、明、覺為四行相，三轉而形成三轉十二行相。